# Ellipteroides rohuna
Ellipteroides rohuna är en tvåvingeart som först beskrevs av Alexander 1958.  Ellipteroides rohuna ingår i släktet Ellipteroides och familjen småharkrankar.
Artens utbredningsområde är Sri Lanka. Inga underarter finns listade i Catalogue of Life.